# Siem Wellinga
Siem Wellinga, né le 9 mars 1931 à Enschede et mort le 18 décembre 2016 dans sa ville natale, est un arbitre néerlandais de football.

## Biographie

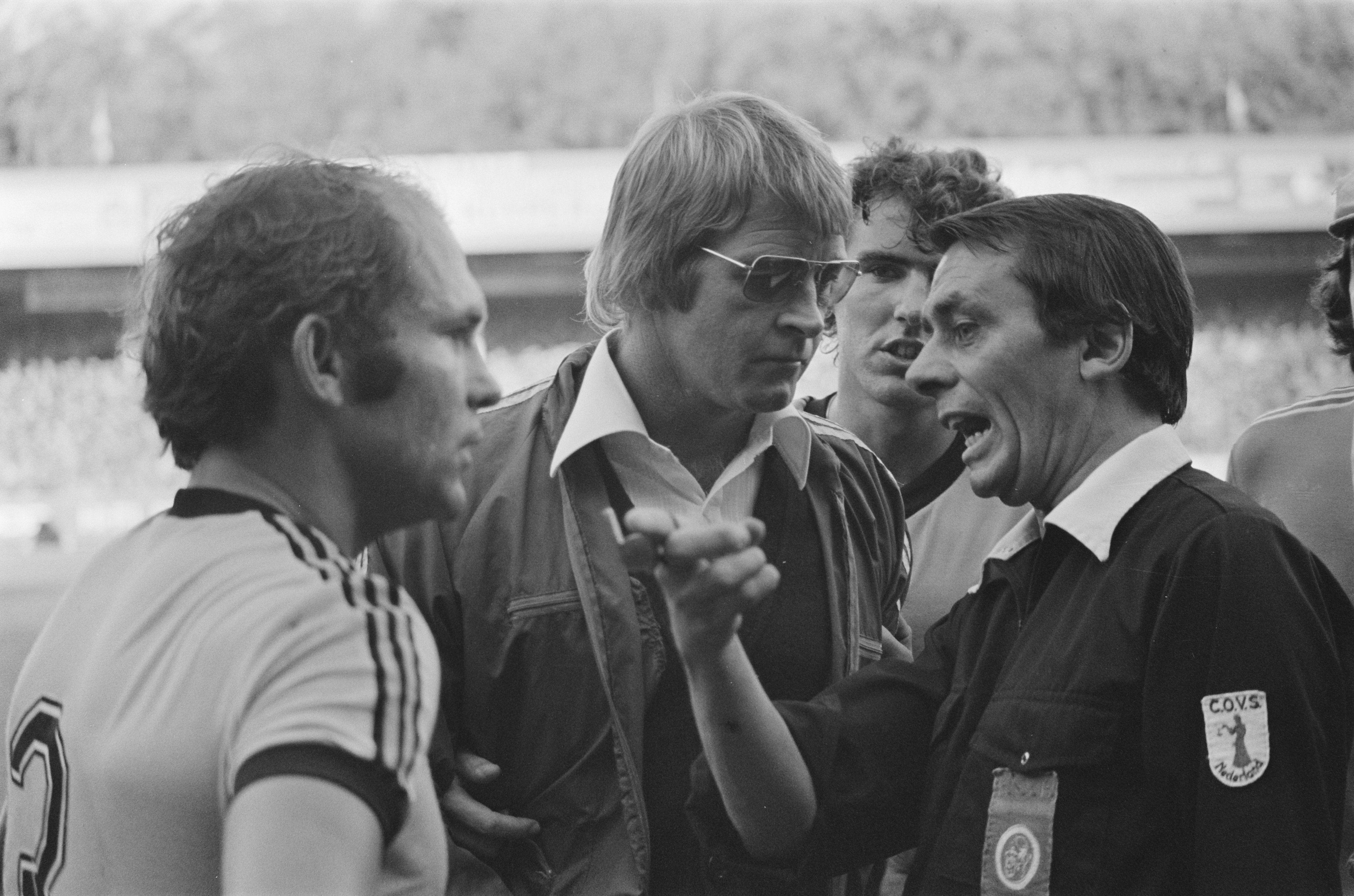
Bert Jacobs (au milieu) l'entraîneur du Roda JC et Siem Wellinga (à droite).

Siem Wellinga naît le 9 mars 1931. Il arbitre un match en Ligue des champions et soixante trois matchs en Eredivisie. 
Il arbitre en 1978 la finale de la Coupe des Pays-Bas entre l'AZ Alkmaar et l'Ajax Amsterdam (1-0). 
Résidant à Boekelo, il décède le 18 décembre 2016 à Enschede à l'âge de 85 ans, des suites d'une longue maladie.